# Estanislao Basora
Estanislao Basora Brunet (n. 18 noiembrie 1926 - d. 16 martie 2012) a fost un jucător de fotbal spaniol care a jucat pentru echipa FC Barcelona.